# 花嫁のれん (1971年のテレビドラマ)
花嫁のれん（はなよめのれん）とは、1971年にフジテレビ系列で放送したテレビドラマ。
1971年4月1日から9月30日まで約6ヶ月間放送された木曜日21時30分枠。
2010年から2015年まで断続的に放送されたドラマ『花嫁のれん』とは関係が無い。

## 概要
東京・日本橋の江戸時代から続く呉服店『みの藤』とその周辺を主な舞台に、古い家風から抜け切れない父・盛太郎と家業を嫌って家を出て、旅行会社のサラリーマンとして勤めている息子・壮太郎との対立、そんな壮太郎と結婚したと突然みの藤にやって来た友子を中心に起こる数々の出来事、商売敵の『丸菱』との対立などを明るいタッチで描いた。
和泉雅子や山本亘、井上順（当時は「井上順之」名義）などが出演していた。
なお1969年4月開始の『暖春』以来、2年半この枠を一社提供した日立製作所は、本作を以て撤退、次作にして最後の木曜21時30分ドラマ『おかしな夫婦』（21:30 - 22:26）は、日立を除く複数社提供となる。

## 出演者
- 友子：和泉雅子
- 壮太郎：山本亘
- 盛太郎（壮太郎の父）：三木のり平
- 春子（壮太郎の母）中北千枝子
- 則子：白川由美 - 盛太郎の長女。既に結婚して家を出ている。
- 久美子（次女）：北あけみ
- 恵子（三女）：田村寿子
- おそめ：宮崎千賀子
- 英二：井上順之
- 芳夫：うえずみのる
- 鶴丸（番頭）：財津一郎
- 磯野松吉：殿山泰司 - 飲み屋『ハチマキ』の主人
- 直美：緑魔子 - バー『クインビー』のホステス。盛太郎が浮気していたとされる相手
- 水木三平：津坂匡章 - 直美の夫と名乗る男性
- 待合茶屋『老松』の女将：杉山とく子
- ハナ（英二の母）：野村昭子
- 秋本金次郎（極道）：曽我廼家明蝶
- 並木和枝：石井くに子
- 庄司：金田龍之介
- 菱川市朗：菅原謙次 - 『丸菱』の主人
- 亀田（『丸菱』番頭）：谷口完
- 犬塚（『丸菱』番頭）：高津住男

## スタッフ
- 脚本：大野靖子
- 監督：澤井謙爾
- 音楽：渡辺岳夫

## サブタイトル
| 話数 | 放送日        | サブタイトル                | ゲスト                                     |
| ---- | ------------- | --------------------------- | ------------------------------------------ |
| 1    | 1971年 4月1日 | （サブタイトル無し）        |                                            |
| 2    | 4月8日        | （サブタイトル無し）        |                                            |
| 3    | 4月15日       | （サブタイトル無し）        |                                            |
| 4    | 4月22日       | （サブタイトル無し）        |                                            |
| 5    | 4月29日       | （サブタイトル無し）        |                                            |
| 6    | 5月6日        | （サブタイトル無し）        | 松村（雑誌記者）：高島稔                   |
| 7    | 5月13日       | （サブタイトル無し）        |                                            |
| 8    | 5月20日       | おやじの恋人                |                                            |
| 9    | 5月27日       | 2人のパパ                   |                                            |
| 10   | 6月3日        | パパは自殺か蒸発か?         |                                            |
| 11   | 6月10日       | ディスカバー遺産            | 黒鶴（弁護士）：久松保夫                   |
| 12   | 6月17日       | 頑張らなくちゃ!             |                                            |
| 13   | 6月24日       | 一円札の秘密                |                                            |
| 14   | 7月1日        | 通夜の変心                  |                                            |
| 15   | 7月8日        | 五代目誕生                  |                                            |
| 16   | 7月15日       | 内ゲバ30分                  |                                            |
| 17   | 7月22日       | もっと大きな夢を            | 真木ひろ子（英二のお見合い相手）：三浦真弓 |
| 18   | 7月29日       | 帰って来た極道              |                                            |
| 19   | 8月5日        | 友子の霧と影                |                                            |
| 20   | 8月12日       | どしゃ降りの愛              |                                            |
| 21   | 8月19日       | ああ涙の錦市                | 浜田屋：織本順吉                           |
| 22   | 8月26日       | 番頭さん・極道はん          |                                            |
| 23   | 9月2日        | 泣くな鶴丸                  |                                            |
| 24   | 9月9日        | のれん危うし                |                                            |
| 25   | 9月16日       | 裏切られら極道              |                                            |
| 26   | 9月23日       | 崩壊前夜                    |                                            |
| 27   | 9月30日       | ホップ・ステップ・ヨイショ! | 松山弁護士：穂高稔                         |